# Cross：跨界任务
是2024年上映的韩国谍战动作喜剧片，由摄影导演出身的李明勋执导，黄政民、廉晶雅与田慧振主演。2024年8月9日由Netflix全球独家上线。

## 剧情概要
電影的開場強調了姜美善的射擊能力，並提到她是「亞洲第二」。
她的丈夫朴姜武（由黃政民飾演）正在幫妻子姜美善（由廉晶雅飾演）洗她隨處丟置的衣物，並準備早餐。姜武試圖叫醒仍戴著眼罩熟睡的美善，並通知她早餐已經準備好了。姜武趁機偷偷打開美善的皮夾，準備拿一些錢，但此時美善的手機突然響起。美善接完電話後表示將會去處理某些狀況，然後開始盤問姜武：「你打算拿這些錢去做什麼？」姜武笑著說要存錢去旅行，美善則冷嘲熱諷地說：「我們一起去的旅行，不過是電視節目《出發！影片旅行》罷了。」並只讓他帶兩萬韓元。
美善起床後，坐在沙發上吃著姜武準備的早餐，並服用姜武準備的藥。兩人互相嘲諷對方，表示彼此之所以能活到今天，完全是因為忍著對方。
姜武開著幼稚園的接送車，接孩子們放學。當其中一位孩子的母親遲到，孩子請求姜武繞圈駕駛，幼稚園老師無奈地同意，於是姜武在空地上炫耀了一番漂移技巧。
場景轉到美善所在的警察局，她正準備帶隊突擊一個毒品交易場所。接到通知後，她迅速出發，並用電擊槍制服嫌犯。隨後她在辦公室內尋找證據，找到了一些線索，並成功逮捕了一名毒犯。
回到家中，美善的同事們在她家裡開慶功派對，場面十分喧鬧。隊長還特地準備了手腕保護套送給美善，表達關心。
夜幕降臨，另一名角色白善宇開始尋找一個USB，並與敵人展開激烈的槍戰。他從大樓的屋頂摔下，掉在一輛車頂，而敵人則開槍撤退。
白天，美善出動處理案件，聽取了案件的簡報。白善宇雖然倖存，但因為受到了嚴重衝擊而陷入昏迷。她開始調查附近的監控畫面，尋找案件線索。
晚上，姜武在水果車上買了一些香瓜，卻無意中看到一名女子被幾個男人追趕。覺得事有蹊蹺的姜武開始追逐這些人，並擊倒了幾名歹徒。之後，他發現了一本產婦手冊。兩人在公車站進行了一些簡單的對話，提到金中山失蹤的消息，隨後女子匆匆搭上計程車離開。這一幕被美善的同事目睹。
美善將此事告訴了隊長，並進一步調查姜武的行為。然而，當她夜間偷偷檢查姜武的物品時，卻找不到任何可疑的線索。姜武則回想起了他在洗衣店找到的一些過去的物品。
過去的情節回到俄羅斯，姜武和他的同事金石潛入了一艘走私武器的船隻。他們成功安裝了EMP裝置，並確認了航線，但在撤退過程中被捕，並遭到拷問。金石雖然透露了EMP的密碼，卻仍然被殺害。姜武因未經報告私自行動而被迫退役，成為普通平民。金中山與妻子希珠安慰了姜武，並焚燒了他們的文件，姜武在燒毀文件時看到了東赫的童年照片。
回到現在，姜武將禮物交給希珠。美善則覺得姜武變得非常奇怪，並與她的同事們討論此事。美善的同事們拍下了姜武在醫院與希珠見面的照片，並將這些照片交給了隊長，美善也看到了這些照片。
姜武與希珠在安全屋裡討論案件，提到金中山在試圖揭發軍中的貪腐事件時失蹤。他們打開了一封無地址的郵件，並輸入了論文號碼，之後便約定在酒店見面。
此時，美善和她的同事們正在酒店監視姜武，並在得知受害者出現在監控畫面後迅速撤退。在酒店裡，姜武和希珠進行了一次會面，並透露了金中山的關聯和他被囚禁的地點——軍中的精神病院。
美善在這期間也開始進一步調查，並嘗試從姜武的手機中複製通話記錄，卻因姜武的突然出現而匆忙裝作夢遊來掩蓋自己的行為。
軍方的審訊人員正在拷問金中山，試圖從他口中套出帳戶文件的位置，但金中山拒絕透露。美善趕到醫院後，與其他人一同追蹤金中山的最後行蹤。
姜武則駕駛糞車闖入精神病院，試圖營救金中山。然後揭露了希珠其實是反派首腦「朴將軍」，他精心設下圈套，為的是找到那份關鍵的帳戶文件。
故事最終的高潮在南山的地下掩體展開，姜武與美善共同阻止了朴將軍的資金轉移計劃，並成功破解系統，阻止了資金洗錢。朴將軍逃跑途中，試圖引誘美善一起瓜分數千億資金，但美善與姜武聯手最終將朴將軍擊倒。
事件結束後，姜武和美善恢復了正常的生活，並繼續他們的日常工作。

## 演员阵容

### 主要人物
- 黄政民 饰演 朴姜武，前情报司令部特工，任务失败后被恢复平民身份。与姜美善结婚后变成专职照顾妻子的家庭主夫，但对妻子隐瞒自己的过去。[2][3]
- 廉晶雅 饰演 姜美善，朴姜武的妻子，强力犯罪搜查队的王牌警察，曾经作为国家射击队运动员获得亚运会银牌。[2][3]
- 田慧振 饰演 长熙主，朴姜武任职情报司令部时期的同事、后辈，潜伏调查失踪案件时偶然遇到姜武并得到他的帮助。

### 其他人物
- 郑满植 饰演 李上雄，强力犯罪搜查队队长、姜美善的上司。[4]
- 金灿亨 饰演 正禄，向朴姜武和长熙主提供金中产失踪案关键线索的人物。[4]
- 金柱宪 饰演 金中产，朴姜武任职情报司令部时期的同事、队友，试图揭发国防部弊案时突然失踪。[4]
- 車來亨 饰演 宪基，强力犯罪搜查队队员。[4]
- 李浩哲 饰演 洞水，强力犯罪搜查队队员。[4]
- 金准韩 饰演 今石，朴姜武在情报司令部时期的队友，与姜武执行任务时殉职。
- 玉子妍 饰演 白善宇，与金中产一起调查国防部弊案的组员。[4]
- 李煌义 饰演 白发男子，金中产被救出后救治医院的医生。
- 金秉玉 饰演 李固安，希望教育院负责严刑审问的男子。
- 金圭白 饰演 李高东，希望教育院负责严刑审问的男子。
- 郑义甲 饰演 强力犯罪搜查队系长
- 柳圣贤 饰演 安保司令官
- 尹大烈 饰演 马昌基，毒贩。
- 李佳京 饰演 今石的妻子

### 特别出演
- 強納森·伊翁比 饰演 乔纳森，被朴姜武和姜美善审问的毒贩。

## 制作

### 选角
2022年7月20日，媒体报导黄政民、廉晶雅收到该片的剧本并积极商讨出演，他们将在片中饰演一对夫妻。8月1日，片方正式宣布该片由黄政民、廉晶雅、田慧振主演，郑满植、金灿亨、金柱宪、车来亨、李浩哲共同出演。8月31日，媒体报导金准韩将友情出演该片。

### 拍摄
主体拍摄于2022年7月24日开始进行，同年11月13日杀青，耗时将近四个月。

## 发行
该片曾于2023年12月20日发布首款预告海报与预告片，宣布定于2024年2月在韩国上映；12月28日宣布延期上映，片方并未透露延期的具体原因，该片主演田慧振的丈夫于前一日去世。2024年2月媒体报道该片计划于适逢中秋假期的9月第二周在韩国上映，发行商Plus M娱乐回应尚未确定上映时间；5月，媒体报道该片取消影院上映计划，转而选择在该年8月中旬通过Netflix上线公开，Plus M娱乐对此回应称在积极商讨。
该片于2024年8月9日通过Netflix全球独家上线公开。

## 反响
该片上线公开后连续两周蝉联Netflix每周非英语类电影Top 10榜单冠军，其中首周进入韩国、日本、香港、新加坡、台湾、印度尼西亚、尼日利亚、肯尼亚等11个国家和地区的Top 10榜单，并在韩国、台湾、越南、新加坡、日本占据榜首。第三周在Netflix每周非英语类电影Top 10榜单中下降至第4位。